# Верхнекурмоярское сельское поселение
Верхнекурмоя́рское се́льское поселе́ние — муниципальное образование в составе Котельниковского района Волгоградской области.
Административный центр — хутор Весёлый.

## История
Верхнекурмоярское сельское поселение образовано 14 марта 2005 года в соответствии с Законом Волгоградской области № 1028-ОД.

## Население
| 2010 | 2012 | 2013 | 2014 | 2015 | 2016 | 2017 |
| ---- | ---- | ---- | ---- | ---- | ---- | ---- |
| 922  | ↘898 | ↘885 | ↘868 | ↘866 | ↘854 | ↘848 |
| 2018 | 2019 | 2020 | 2021 |      |      |      |
| ↘846 | ↘839 | ↘825 | ↘821 |      |      |      |

## Состав сельского поселения
| № | Населённый пункт | Тип населённого пункта        | Население |
| - | ---------------- | ----------------------------- | --------- |
| 1 | Весёлый          | хутор, административный центр | ↘821      |